# Переселение в Таиф
Переселение в Ат-Таиф — попытка Мухаммеда обратить в ислам племя Сакиф, жившее в Ат-Таифе, а также попытка получить от них поддержку, в частности против курайшитов. Это событие произошло до хиджры в Медину, в 619 году.

## Описание ат-Таифа
Ат-Таиф был торговым центром обладающим хорошими связями с Йеменом. Племя Сакиф, населявшее Ат-Таиф, торговало, в том числе, с участием курайшитов. Климат Ат-Таифа был лучше климата Мекки, некоторые окрестности были весьма плодородны. Многие состоятельные мекканцы имели земли в Ат-Таифе для летнего отдыха. Мекканское племя курайш, из которого происходил Мухаммед, было более могущественно, чем Сакиф.

## События «переселения»

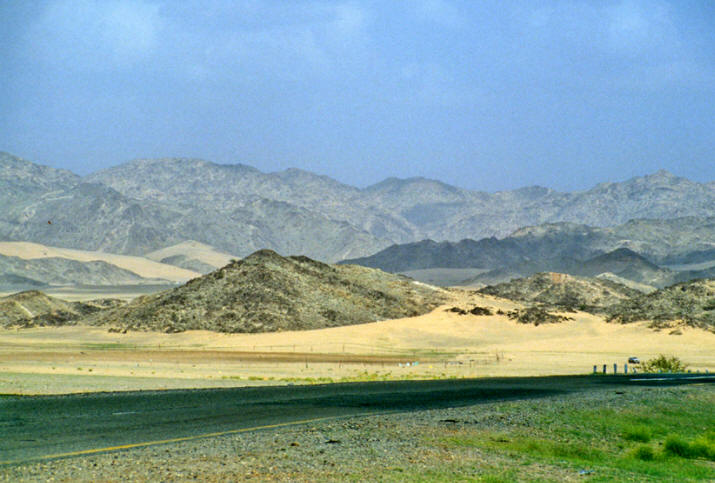
На переднем плане дорога в ат-Таиф, на заднем — горы ат-Таифа (Саудовская Аравия).

Согласно мусульманской биографии Мухаммеда, он принял решение искать поддержки в ат-Таифе, расположенном в 50 милях к юго-востоку от Мекки у племени Сакиф, из-за того, что после смерти Абу Талиба притеснение и давление в сторону Мухаммеда и остальных мусульман со стороны курайшитов заметно возросло. Он хотел, чтобы они приняли ислам. В Ат-Таиф Мухаммед пришёл пешком через крутые горы, вместе со своим слугой Зайдом. Там он, согласно Ибн Хишаму обратился к трём братьям из племени Сакиф, которые были тогда господами и высокородными людьми своего племени. Они очень грубо ему ответили, оскорбив и отказавшись принимать то, с чем он пришёл. Они также натравили на него людей, заставив укрыться в огороде Утбы и Шайбы. В этом огороде Мухаммед стал просить помощи у Аллаха. Мухаммеда увидели Утба и Шайба и пожалели его. Они сказали своему слуге Аддасу, который был христианином из жителей Нинави, принести ему виноградную кисть. Мухаммед взял эту кисть и сказал «С Именем Аллаха! (бисми-Лляхи)», что удивило слугу, который не слышал, чтобы кто-то говорил так в его стране. Мухаммед спросил, откуда слуга и, получив ответ, переспросил: «Из селения благочестивого человека Йунуса (в библ. Ионы) сына Матты?» Слуга удивился, что тот знает Юнуса (Ионы). Тогда Мухаммед сказал, что Юнус его брат, так как он был пророком, также, как и Мухаммед. Услышав это, слуга стал целовать голову, руки и ноги Мухаммеда. Когда слуга вернулся, Утба и Шайба спросили, почему тот стал целовать незнакомца. Слуга сказал, что Мухаммед знает то, что может знать только пророк, на что сыновья сказали, что его религия лучше той, с которой пришёл незнакомец, боясь что он может принять новую веру.